# Pau de fita
A dança do pau-de-fitas,  ou dança das fitas, é uma dança folclórica coreografada originária da Europa. Está presente em diversas festas típicas. A tradição pode ser encontrada em vários países, sendo popular na Espanha, Portugal, Brasil, Argentina e Aruba, além de também ser praticada na Inglaterra, Holanda, Alemanha e Austrália. Em algumas nações europeias é comum a realização da dança nas festividades do Dia de Maio.

## Origens

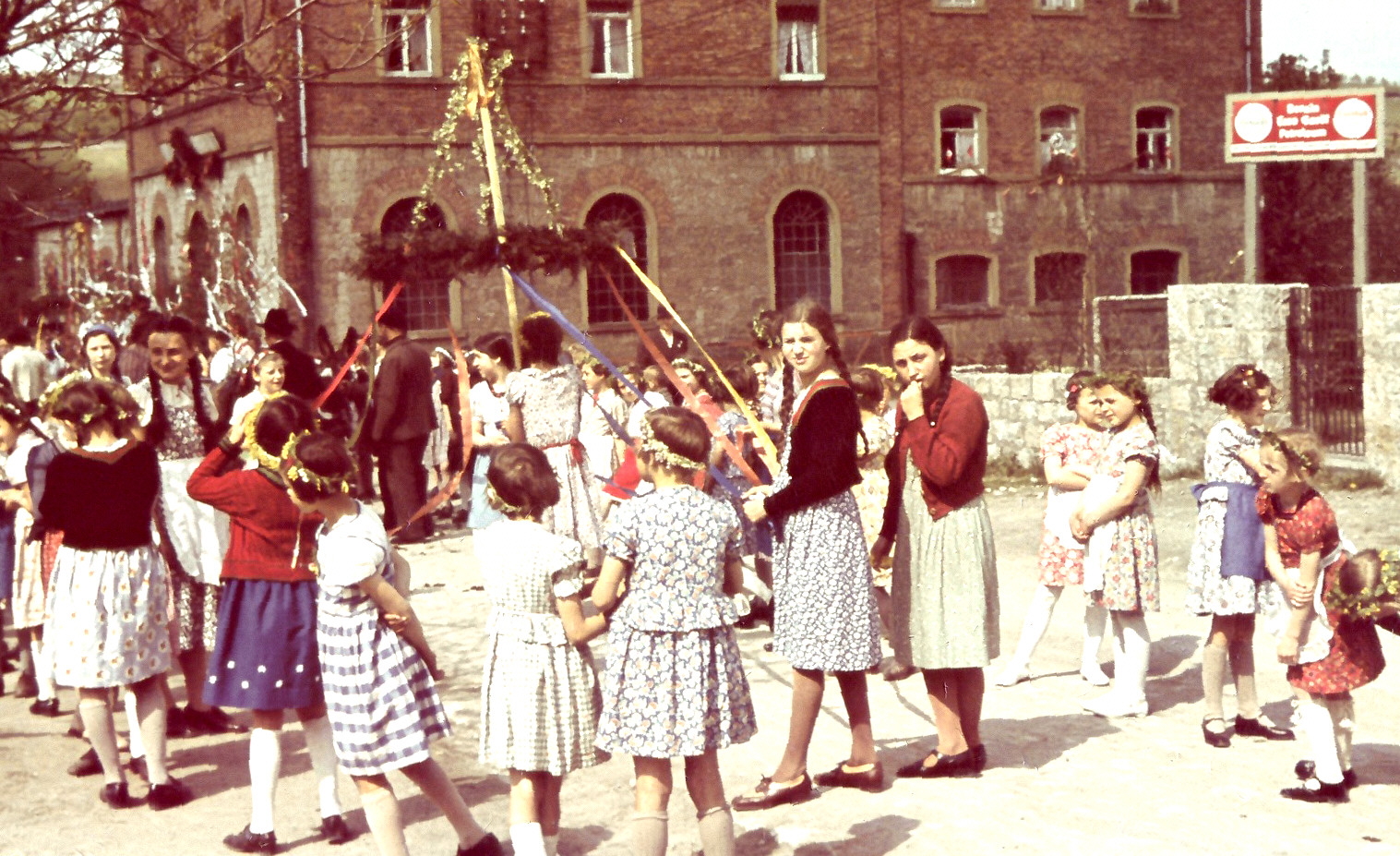
Dança do mastro na Alemanha na década de 1930.

O pau de fita e sua dança é considerado uma manifestação milenar de origem europeia, sendo preservado em vários países como parte do folclore. Acredita-se que a manifestação cultural é uma reverência às árvores. Após o inverno europeu, os colonos realizavam as festas da primavera nas aldeias, sendo que nessas festividades foram surgindo diversas danças, entre elas a dança do pau de fita para homenagear o renascimento da árvore. Os rituais poderiam pedir também fertilidade da terra e boas colheitas, razões por que em muitos locais remetem as danças de "Maio", ou o "Maio florido". A tradição é muito antiga entre diversos povos, como os açorianos, e foi levada para as américas pelos espanhóis e portugueses.

## Coreografia
A dança do pau de fitas consiste em uma dança de roda, usando um mastro enfeitado de aproximadamente três metros e longas fitas coloridas amarradas no topo. A coreografia desenvolve-se como uma ciranda de participantes que orbitam dançando ao redor do mastro central (pau) fincado no chão. Enquanto no topo do mastro são presas as pontas das fitas, a outra extremidade é sustentada por cada dançante que segura a fita durante a dança. Durante a translação em 'zigue-zague' em torno do fulcro central, as fitas vão sendo trançadas, encurtando a parte pendente até que fique impossível prosseguir. Faz-se após o movimento contrário, destrançando as fitas. Há variações nos ritmos, na música e nos instrumentos por causa da influência regional.

## Em Portugal e Espanha

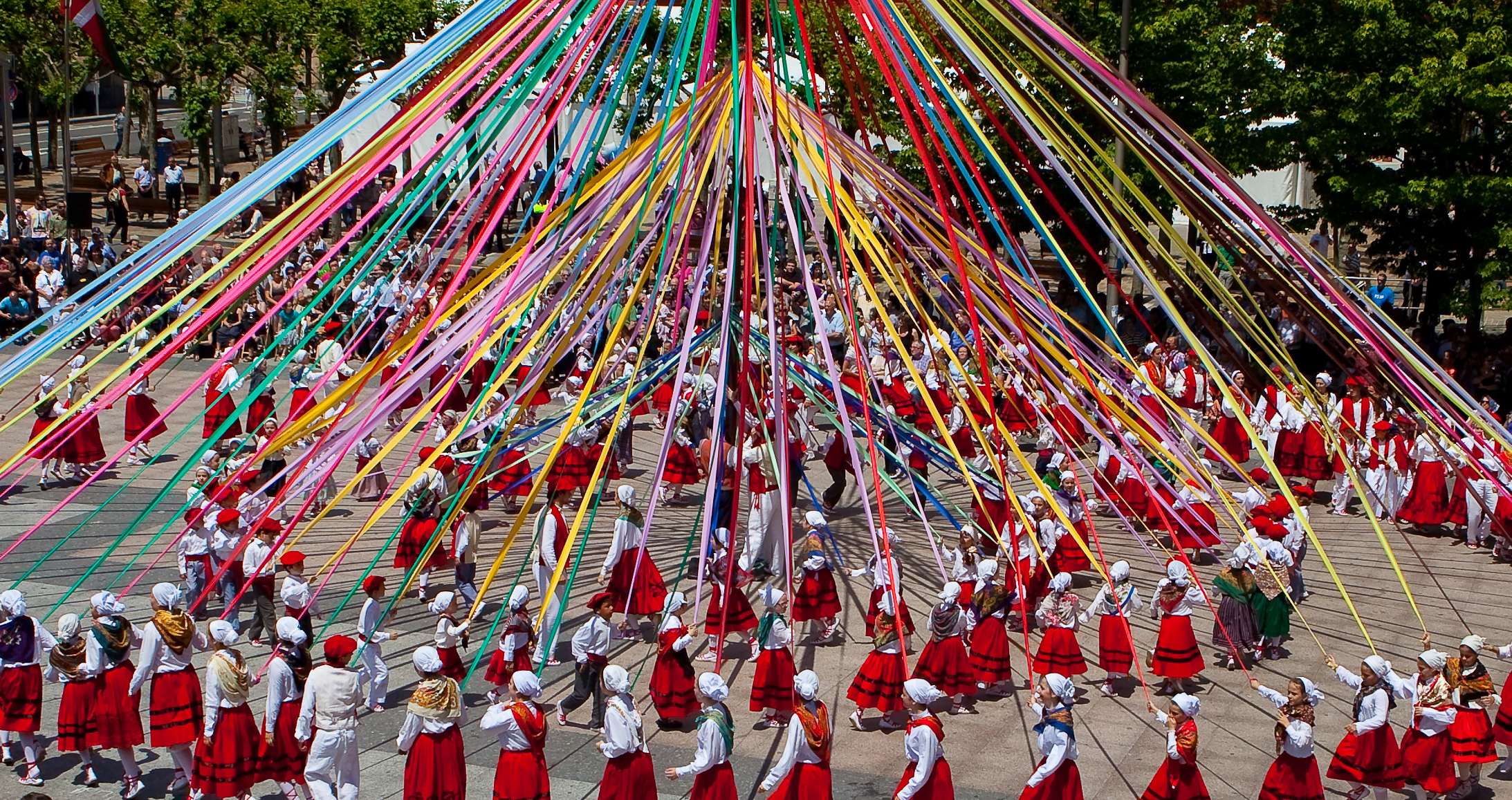
Dança das fitas durante festival basco, na Comunidade Autónoma do País Basco.

Alguns estudiosos acreditam que a tradição do pau de fitas teve origem ibérica. Em Portugal, é chamada de dança das Fitas ou do Mastro e faz parte dos festejos da dança de Garvão. Em Portugal pode ocorrer em todas as províncias, mais precisamente na época do entrudo, no período de divertimento coletivo nos quatro dias que antecedem a quarta-feira de cinzas. A dança é apresentada nas chamadas "contradanças" pelos grupos músico-coreográficos que percorrem as aldeias, apresentando um pequeno espetáculo que inclui a exibição da dança das fitas. As apresentações acompanham instrumentos musicais como flautas, gaitas-de-foles, concertina ou acordeão.
Nos Açores é chamada de dança do Cadarço e dançada por doze dançarinos ao som de parlendas. Na Ilha de São Miguel, nos Açores, a dança é apresentada nas festividades do Senhor Santo Cristo. Na Espanha é chamada somente de dança das Fitas (Baile de las cintas) e é uma dança típica da Noche de San Juan. Na Galiza é uma das danças tradicionais dos ranchos de reis, que na data da natividade percorriam os lugares de porta em porta com os cantares de reis e as danças de castanholas, paus ou palilhos, arcos e esta, do pau de fitas.

## No Brasil

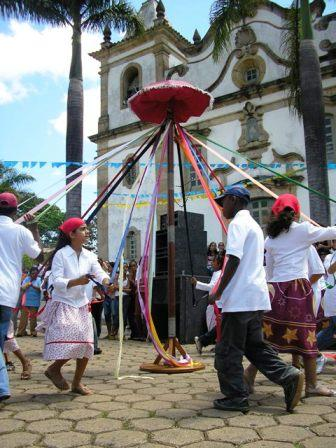
Dança das Fitas na Festa do Rosário, em Glaura, Minas Gerais.

No Brasil a dança chegou com os cultos religiosos católicos de portugueses e teve grande popularidade durante as festas de Reis, do Divino Espírito Santo, do Natal e do Ano-bom. No século XXI, embora mais rara, ainda é encontrada em vários pontos do país, recebendo nomes diversos: trancelim em Crato e dança-do-trancelim, na região do Cariri, no Ceará; dança-das-fitas em São Paulo; dança-da-trança, dança-do-mastro ou trança-fita em Minas Gerais; vilão em Pernambuco e zona rural de Varginha de Minas Gerais. É também conhecido como trançado, engenho ou moinho. No Rio Grande do Norte aparece no final do bumba-meu-boi, com o nome de engenho-de-fitas. Na Amazônia é parte da dança-do-tipiti.
Na região Sul do Brasil, também é chamada de jardineira e trança. A dança de fitas se disseminou pelos estados do Rio Grande do Sul, Santa Catarina e Paraná, dançada especialmente durante festejos típicos de origem açoriana, gaúcha, alemã e em festas juninas. Na região um mastro de aproximadamente três metros de altura é colocado em pé e nele fica amarrado um conjunto de fitas de diversas cores. Todos os movimentos da dança são seguidos de acordo com o ritmo de instrumentos musicais usados como sanfona, violão e pandeiro.
No Paraná o pau-de-fitas pode não ter uma música específica, podendo ser acompanhado normalmente por violão, cavaquinho, pandeiro e acordeom. No Rio Grande do Sul é dançado juntamente com a jardineira e o boizinho, usando trajes gaúchos e por seis, oito ou doze pares de dançarinos. Em Santa Catarina é sempre precedido pela jardineira e de acordo com a coreografia, é possível realizar vários tipos diferentes de trançado, formando diferentes tipos de desenhos. Em Santa Catarina existem os trançados "Tramadinho", "Trenzinho", "Zigue-Zague", "Zigue-Zague a dois", "Feiticeira" e a "Rede de Pescador". A vestimenta dos dançarinos é simples e lembra os trajes juninos, onde as mulheres usam vestidos estampados, sandálias e flores no cabelo. Já os homens usam camisas quadriculada ou xadrez, calça, chapéu e sandália de sola.

## Em outros países

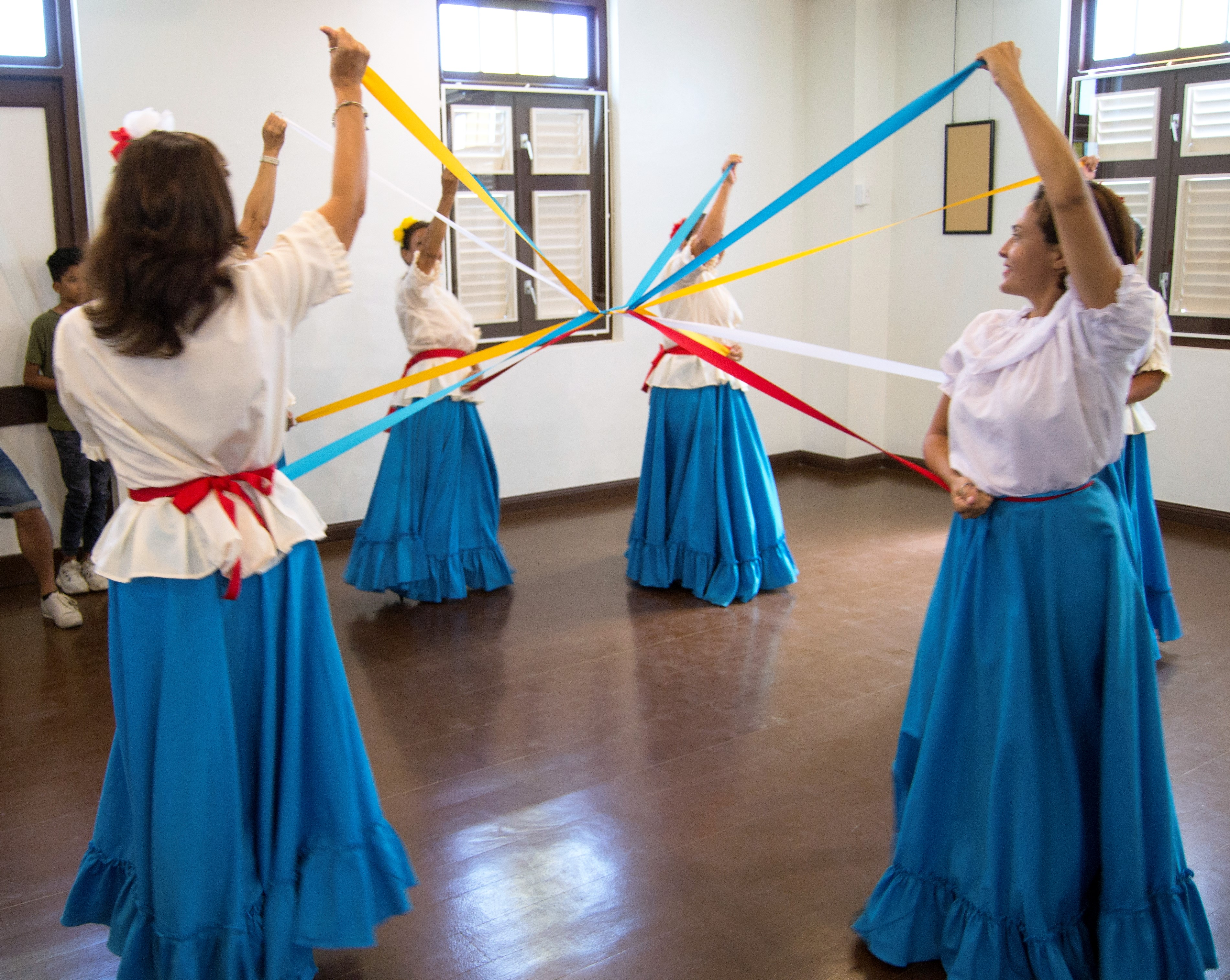
Exemplo de dança das fitas (baile di cinta) em Aruba.

A dança das fitas é considerada uma tradição muito antiga trazida ao Brasil pelos portugueses e espanhóis, entretanto é também praticada em outros países da América, do México até a Argentina, como em Aruba e na Venezuela. A coreografia principal é o trançado. Em Aruba é conhecida como o "baile di cinta". Na Venezuela é chamada de "sebucán" e recebeu influências indígenas.

## Cantoria da dança do pau-de-fita
Recolhida no Ribeirão da Ilha em Florianópolis:
O amor quando nasce;
Parece uma flor;
É tão delicado;
Tão cheio de amor;
Seria tão bom;
Que ele fosse uma flor;
Sem ter espinhos;
Da dor;
Depois que tudo;
É sonho ao luar;
Começam os desencantos;
O amor passa a existir;
Nessa voz do nosso canto;